# 芸術局 (タイ)
タイ王国文化省芸術局 (タイ語:กรมศิลปากร、英語：The Fine Arts Department）は、タイ内閣文化省の部局の一つ。1911年に設置。 

## 概要
芸術局は、国民の価値とアイデンティティの保全し、タイ社会が持続可能で豊かな発展に向かうために国家の芸術文化遺産や芸術の保存、教育、研究、普及、奨励、継承、開発の業務について責任を負っている。

## 歴史
1911年、 ラーマ4世が、王宮官吏、博物館官吏、道徳省官吏を技術官として集めて、芸術局を設置した。 続いて、1926年に ラーマ7世 が同局に博物館事業、仏典書庫を任せた。さらにタイ学士院議会（ราชบัณฑิตยสภา）を設置し、「芸術院」（ศิลปากรสถาน）と呼んだが、その後芸術局を分離した。1933年に法令により、同局は道徳省（กระทรวงธรรมการ）に編入されたが、その後も組織改編や移動が頻繁に行われた。 1958年 には教育省に編入され、続いて2002年に現在の文化省に編入された。

## 所在地
バンコク プラナコーン区 プラボーロムマハーラーチャワン地区 ナープラタート通り （ถนนหน้าพระธาตุ พระบรมมหาราชวัง พระนคร กรุงเทพ 10200）

## 部局
- 歌舞音楽部 （สำนักการสังคีต）
- 考古部
- 国立博物館部
- 文学歴史部 （สำนักวรรณกรรมและประวัติศาสร์）
- 建築部 （สำนักสถาปัตยกรรม）
- 国立図書館部
- 国立公文書館部 （สำนักหอจดหมายเหตุแห่งชาติ）
- 十部門職人部 （สำนักช่างสิบหมู่）
- 局総務部 （สำนักงานเลขานุการกรม）

## 地方事務所
同局は全国15ヶ所に地方事務所（สำนักศิลปากร）を配置している。
- 第1事務所 ラーチャブリー
- 第2事務所 スパンブリー
- 第3事務所 アユタヤ
- 第4事務所 ロッブリー
- 第5事務所 プラーチーンブリー
- 第6事務所 スコータイ
- 第7事務所 ナーン
- 第8事務所 チェンマイ
- 第9事務所 コーンケン
- 第10事務所 ローイエット
- 第11事務所 ウボンラーチャターニー
- 第12事務所 ナコーンラーチャシーマー
- 第13事務所 ソンクラー
- 第14事務所 ナコーンシータンマラート
- 第15事務所 プーケット

## 関連事項
- 文化省 (タイ)